# Leptomeria axillaris
Leptomeria axillaris är en tvåhjärtbladig växtart som beskrevs av Robert Brown. Leptomeria axillaris ingår i släktet Leptomeria och familjen Amphorogynaceae. Inga underarter finns listade i Catalogue of Life.